# Autostrada A241 (Niemcy)
Autostrada A241 (niem. Bundesautobahn 241 (BAB 241) także Autobahn 241 (A241)) – dawna autostrada w Niemczech leżąca w Meklemburgii-Pomorzu Przednim, łącząca miasto Schwerin z autostradą A24. Biegła południkowo, równolegle do A19, na zachód od niej. W 2006 została przenumerowana, stając się częścią autostrady A14. Jej długość wynosiła 32 km. Po przedłużeniu A14 na północ od Magdeburga do węzła Schwerin połączona zostanie z głównym odcinkiem A14.
Pierwsze 22,4 km powstały w latach 1984–86, w NRD (w tym 10,1 km jako autostrada jednojezdniowa). W 1991, już po zjednoczeniu Niemiec, dobudowano 7,8 km brakującej drugiej jezdni, a w 2000 doprowadzono autostradę do węzła Schwerin-Nord. 24 sierpnia 2006 oddano do użytku 11-kilometrowy odcinek pomiędzy węzłami Wismar i Jesendorf.
Od 1992 roku na liście priorytetowych inwestycji drogowych znajduje się jej przedłużenie w kierunku północnym od węzła Schwerin-Nord do węzła Wismar na autostradzie A20, ale budowa tego stosunkowo krótkiego odcinka była opóźniana, między innymi z powodu protestów ekologów. Brakujący odcinek Jesendorf-Schwerin-Nord ma być otwarty dopiero w 2009 roku.